# 艾倫·布洛克
布洛克男爵艾倫·路易斯·查理斯·布洛克（Alan Louis Charles Bullock, Baron Bullock，1914年12月13日—2004年2月2日）是一位英國歷史學家，曾任牛津大學校長。他寫就第一部阿道夫·希特勒的綜合性傳記《Hitler: A Study in Tyranny》 。

## 生平
布洛克出生於威爾特郡的特羅布里奇， 父親是一名園丁及一位論派牧師。布洛克在布拉德福德語法學校和牛津大學瓦德漢學院接受教育，學習古典文學和現代歷史。1938年畢業，之後在溫斯頓·邱吉爾寫作《英語民族史》時為其擔當助理。二戰期間在BBC歐洲部工作，戰後到牛津大學新學院擔任歷史學教師。
艾倫·布洛克是牛津大學聖凱瑟琳學院的創始人，也是第一任院長（Master）。 在籌資建造學院過程中功不可沒，此後也成為牛津大學的第一位全職校長。